# Oorlogsbegraafplaats van Becklingen
De oorlogsbegraafplaats van Becklingen is een begraafplaats van de Commonwealth War Graves Commission gelegen in Becklingen de Duitse gemeente Bergen in de Duitse deelstaat Nedersaksen.
Op de begraafplaats bevinden zich 2297 graven die worden onderhouden door de Commonwealth War Graves Commission, die de begraafplaats geregistreerd heeft als Becklingen War Cemetery.